# Santa Isabel (São Paulo)
Santa Isabel est une ville brésilienne de l'État de São Paulo.